# Distretto di Bóly
Il distretto di Bóly (in ungherese Bólyi járás) è un distretto dell'Ungheria, situato nella provincia di Baranya.